# Cratere Osama
Osama è un piccolo cratere lunare di 0,42 km situato nella parte nord-orientale della faccia visibile della Luna.